# Nyikolaj Nyikolajevics Romanov orosz nagyherceg (1856–1929)
Ifjabb Nyikolaj Nyikolajevics orosz nagyherceg (oroszul: Великий князь Николай Николаевич Романов; Szentpétervár, 1856. november 6./18. – Antibes, 1929. január 5.) orosz nagyherceg, az első világháború kezdetén az Orosz Cári Hadsereg főparancsnoka, 1915–1917 között a Kaukázusi Kormányzóság cári helytartója.

## Élete

### Származása és gyermekkora
Ifjabb Nyikolaj Nyikolajevics nagyherceg id. Nyikolaj Nyikolajevics nagyherceg és Alexandra oldenburgi hercegnő első fiaként látta meg a napvilágot 1856-ban. Szülei házassága nem volt boldog; édesapja szeretőket tartott, édesanyja a vallásba és az orvoslásba menekült. A család kettészakadt: Nyikolaj Nyikolajevics és egyetlen testvére, Pjotr Nyikolajevics, dacolva édesapjukkal, végig kiálltak édesanyjuk mellett, még akkor is, amikor a nagyhercegné 1889-ben apáca lett.
Bár minden Romanov-hercegnek volt katonai rangja, Nyikolaj nagyherceg ténylegesen is a hadseregben szeretett volna szolgálni. Nagybátyja, II. Sándor cár már a születése napján a huszárezred tiszteletbeli tagjává avatta, és a kisfiút később is katonatisztek oktatták. Tizenhat éves korától kezdve a Nyikolajevszkij Mérnöki Akadémiára járt; tanulmányait a Vezérkari Akadémián fejezte be.
A nagyherceg első igaz katonai bevetésére az 1877–78-as orosz–török háborúban került sor, ahol tulajdon édesapja alatt szolgált. A csatatéren mutatott hősiességéért kitüntetésekkel jutalmazták. A nagyherceg végigküzdötte magát a ranglétra minden fokozatán, mígnem 1884-ben a huszártestőrök ezredének parancsnokává nevezték ki. 1895-től kezdve az ő felügyelte az újoncok kiképzését, új edzéstervet dolgozva ki számukra.
Az 1904 és 1905 között zajló orosz–japán háborúban a nagyherceg – bár magas rangú tiszt volt – nem vett részt, mert II. Miklós cár nem akarta, hogy az elszenvedett kudarcokért a Romanovokat hibáztassák.
Az 1905-ös orosz forradalom alatt a nagyherceg a hadsereg egyik vezetőjeként kulcsfontosságú szerephez jutott. Gróf Szergej Juljevics Witte miniszterelnök megmondta a cárnak, hogy vagy alkotmányos engedményeket tesz, vagy katonai diktatúrát vezet be. Nyikolaj nagyherceg tanácsára hallgatva a cár az előbbit választotta. A nagyherceget ekkor nevezték ki Szentpétervár katonai főparancsnokává, mely tisztségét egészen az első világháború kitöréséig viselte.

### Magánélete
A nagyherceg termetes ember volt, magassága megközelítette a két métert is. Katonái körében osztatlan népszerűségnek örvendett. Rajongott a vadászatokért, kora Oroszországának egyik leghíresebb és legsikeresebb vadásza volt. Birtokain külön tenyészete volt a vadászathoz használt kutyáinak, az orosz agaraknak, melyeket ő tett népszerűvé Európában azáltal, hogy legtöbb ismerősét ilyen kutyákkal ajándékozta meg.

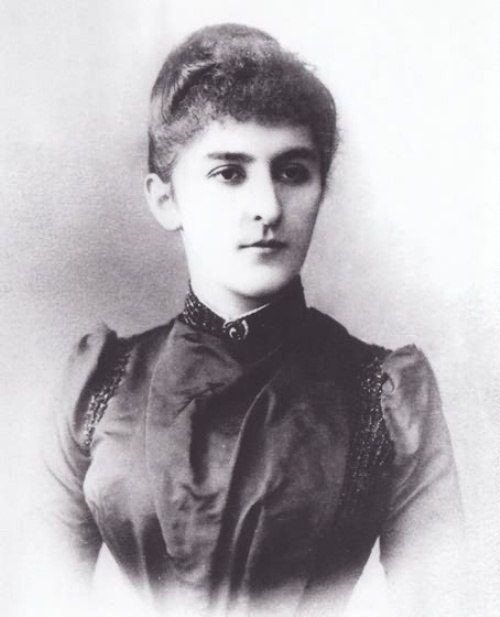
Anasztázia királyi hercegnő, a nagyherceg felesége

Nyikolaj Nyikolajevics nagyherceg híres volt arról, hogy érzelmeit elrejti, nem mutatja ki a külvilágnak. A Szofja Burenyinával folytatott viszonyáról is csak igen kevesen tudtak, még a családból is. 1892-ben III. Sándor cár engedélyezte a házasságukat, azonban a többi családtag ezen annyira felháborodott, hogy végül az uralkodó kénytelen volt megváltoztatni döntését.
A nagyherceg 1906 őszén beleszeretett Grigorij Makszimilianovics leuchtenbergi herceg feleségébe, Anasztázia montenegrói királyi hercegnőbe. A hercegnő viszonozta az érzelmeit, és a mendemondák szerint állítólag viszonyuk volt. Anasztázia hercegnő házassága válással végződött, de II. Miklós cár nem akart beleegyezni Nyikolaj és Anasztázia esküvőjébe. Végül a cár a szent zsinat tanácsára mégiscsak rábólintott a frigyre – amely nem nyerte el a család tetszését.
A pár 1907. május 12-én, Jaltán kelt egybe. Anasztázia hercegnő felvette az „Anasztaszija Nyikolajevna nagyhercegné” nevet, de a családban csak „Stanának” szólították. Kapcsolatuk boldog és békés volt, annak ellenére, hogy nem született gyermekük. A nagyhercegné nagy hatással bírt férjére; mindketten a pánszlávizmus hívei voltak, és mély vallásosságukba vegyült némi miszticizmus is.

### Az első világháborúban
Nyikolaj Nyikolajevics nem vett részt a világháború kitörését megelőző tárgyalásokban, sem a taktika megtervezésében; azonban mikor 1914-ben kitört az első világháború, II. Miklós felkérte a nagyherceget, hogy legyen az orosz hadsereg főparancsnoka. Nyikolaj nagyherceg örömmel fogadta el a megbízatást, bár még sohasem vezetett háborúban egy teljes hadsereget: „Szavak ki nem fejezhetik, amit abban a pillanatban éreztem. A kinevezés és minden, amivel együtt járt, villámcsapásként sújtott le rám, csupán leírhatatlan örömöt hagyva hátra, amit soha nem fogok elfelejteni. Azt feleltem, hogy számomra Őfelsége akarata olyan, mint egy mennyei parancs, és mindig is olyan marad.”

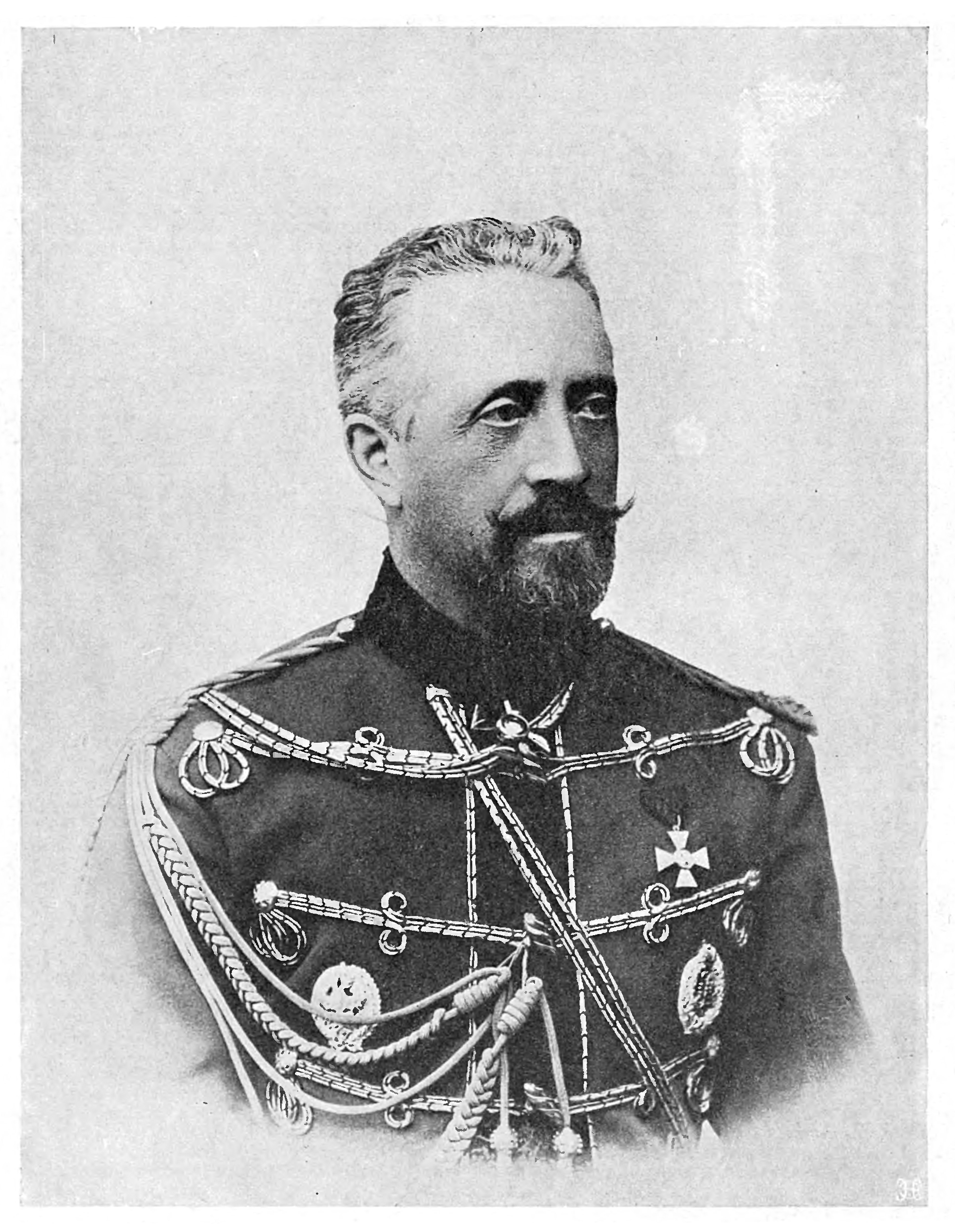
ifj. Nyikolaj Nyikolajevics nagyherceg

Az orosz sereg – ugyan hatalmas volt – de nem rendelkezett megfelelő szakértelmű vezetőkkel, gyakran késett az utánpótlás, nehézkesen ment a szállítás, és a legtöbb katona egyenruhája sem volt megfelelő. A nagyherceg próbált mindezeken javítani, de ehhez kevés pénz állt rendelkezésére, illetve a hadügyminiszternek, Szuhomlinovnak és neki mindenről eltérő véleménye volt. Nyikolaj Nyikolajevics felelt az összes frontért és az ott bekövetkező eseményekért, noha a stratégiát nem ő, hanem tisztjei dolgozták ki.
1915 tavaszára a sajtó már élesen bírálta a kormányt, valamint Szuhomlinov nagy örömére rossz hírbe hozták a nagyherceget a hadügyminisztériumban. Erre a Nyikolaj Nyikolajevicset támogató duma válaszul kémkedéssel vádolta meg Szuhomlinovot. A cár megelégelte a viszálykodást, és úgy döntött, maga veszi át a főparancsnoki szerepet. 1915. augusztus 21-én az uralkodó elmozdította főparancsnoki tisztjéből nagybátyját, és személyesen állt a helyére. A döntésnek nagyon örült a család több tagja – köztük Alekszandra Fjodorovna cárné, akivel a nagyherceg soha nem találta meg a közös hangot –, mert úgy vélték, Nyikolaj Nyikolajevics saját hatalmi bázist próbál létrehozni.
A cár a Kaukázus helytartójává nevezte ki nagybátyját, ám a máskor nagy megtiszteltetésnek számító cím ebben az esetben azt jelentette, hogy a nagyherceget eltávolították az udvartól és a hatalomtól. A Romanov család Nyikolajevics-ága (azaz id. Nyikolaj Nyikolajevics nagyherceg összes leszármazottja) olyannyira zokon vette ezt a döntést, hogy mindegyikük a nagyherceggel tartott a Kaukázusba, így fejezve ki tiltakozásukat.

### A forradalom
Nyikolaj Nyikolajevicset és szűkebb családi körét éppen a helytartói kinevezés mentette meg a bolsevikoktól. Amikor 1917-ben a bolsevikok átvették a hatalmat, Nyikolaj a Kaukázusban tartózkodott, ami félreeső helye miatt nehezen elérhető volt, és a bolsevikok emiatt ott nem tudták elfogni a Romanovokat. A nagyherceg a Krímbe költözött, ahol több családtag is meghúzta magát – többek között Marija Fjodorovna anyacárné. Nyikolaj Nyikolajevics visszavonult a politikától, noha a cárhoz hű fehérek felvették vele a kapcsolatot.
1918 novemberében egy brit hadihajó érkezett a Krímbe, hogy elszállítsa az életben maradt Romanovokat. Az ajánlattal azonban csak páran éltek; Nyikolaj nagyherceg és a családja ottmaradt Marija Fjodorovnával. 1919 elején a HMS Marlborough angol hajó újból menekülési lehetőséget kínált nekik, és ez alkalommal már nem utasították vissza.
Nyikolaj nagyherceg és a felesége, valamint Pjotr nagyherceg családja Konstantinápolyban átszálltak a HMS Nelsonra, ami Olaszországba, Genovába vitte őket. Itt a nagyherceg sógornője, Ilona olasz királyné menedéket ajánlott fel számukra.

### Halála
A nagyherceg később Párizs közelébe költözött; ahol a francia titkosrendőrség védelme alá került, de szintén testőrként szolgáltak mellette emigrált kozákok is. A nagyherceg egy szovjetellenes, royalista, az orosz polgárháborúban vesztes fehér seregek tagjaiból álló csoport vezetője lett.
Nyikolaj Nyikolajevics nagyherceg 1929. január 5-én, természetes halállal hunyt el a Riviérán.